# الرفيش (المضاربة والعارة)

تعديل مصدري - تعديل

الرفيش هي إحدى قرى عزلة المضاربة بمديرية المضاربة والعارة التابعة لمحافظة لحج، بلغ تعداد سكانها 97 نسمة حسب تعداد اليمن لعام 2004.